# Laurenty II (metropolita kazański)
Laurenty, po złożeniu ślubów wielkiej schimy Leukiusz (zm. 1 listopada?/11 listopada 1672) – rosyjski biskup prawosławny.

## Życiorys
Był mnichem w monasterze św. Jana Teologa nad Wagą. W czasie pobytu w tymże klasztorze poznał patriarchę moskiewskiego i całej Rusi Nikona. W 1654 brał udział w przeniesieniu relikwii św. Jakuba Borowickiego do Świętojezierskiego Wałdajskiego Monasteru Iwerskiej Ikony Matki Bożej. 16 kwietnia tego samego roku przyjął chirotonię biskupią i objął urząd biskupa twerskiego. Rok później otrzymał godność arcybiskupią. Uczestniczył w soborach omawiających i sankcjonujących reformę liturgiczną patriarchy Nikona. W 1657, po śmierci metropolity kazańskiego Korneliusza, Nikon wyznaczył Laurentego na jego następcę. Uzyskał on również prawo noszenia białego kłobuka oraz błogosławienia wiernych przy pomocy dikirionu i trikirionu.
Brał udział w soborze moskiewskim w latach 1666-1667, w czasie którego patriarcha Nikon został ostatecznie pozbawiony urzędu. Nie bronił patriarchy przed oskarżeniami o uzurpację władzy, jednak nie wystąpił również z jego krytyką. Staroobrzędowcy uważali go za jednego ze swoich największych wrogów.
Przed śmiercią złożył śluby mnisze wielkiej schimy, zmieniając imię na Leukiusz. Został pochowany w soborze Zwiastowania w Kazaniu.